# Charaxes mccleeryi
Charaxes mccleeryi is een vlinder uit de familie van de Nymphalidae. De wetenschappelijke naam van de soort is voor het eerst geldig gepubliceerd in 1972 door Van Someren.